# Чандан-ятра
Чандан-ятра — ежегодный фестиваль Джаганнатхи, проводимый в Акшая-тритью в храме Джаганнатхи в Пури.

## Время проведения
Этот летний фестиваль Джаганнатхи приходится на апрель-май в Акшая-тритья, то есть 3-й день светлой половины месяца вайшакха. Также в этот благоприятный день начинают строить колесницы для проведения ежегодного фестиваля Ратха-ятра. «Чандан ятра» буквально переводится как «Фестиваль сандаловой пасты», во время которого на божеств наносят смешанный с водой сандал. Чандан-ятра делится на две части: Бахар-чандан — внешний чандан (21 день) и Бхитар-чандан — внутренний чандан (21 день).

## Внешний чандан
Внешний чандан длится 21 день. Каждый день вместе с божествами Рамы, Кришны, Мадана Мохана, Лакшми и Сарасвати (Вишвадхатри) — представителями больших божеств — проходит шествие до знаменитого пруда Нарендра или чандан покхари. Пять шив, известных как Панча Пандавы: Локанатх, Ямешвар, Маркандея, Капал Мохан и Нилакантха, сопровождают Мадана Мохана(представителя Господа Джаганнатхи) до пруда Нарендра. В одну прекрасно украшенную лодку помещают Лакшми, Сарасвати и Мадана Мохана, а в другую — Раму, Кришну и Панча Пандавов (5 шив). Божества наслаждаются вечерней прогулкой на лодках и поклонением, которое им оказуют на живописном пруду Нарендра под сопровождение музыки и танцев. В последний день фестиваля проводится «Бхаунри-ятра», во время которой запускают фейерверки и проводят музыкальное представление.
Шествие проходит от Сингхадвара и до Наредра пушкари под сопровождение гимнов, бхаджанов, киртанов, мриданг, гхант (колокольчиков) и т. д. По традиции украшенный царский слон возглавляет два гигантских украшенных паланкина или вимана, на которых несут божеств. Их кладут на плечи профессиональных носильщиков виман. В течение всего путешествия тысячи преданных собираются огромными толпами, чтобы хоть одним глазком взглянуть на ятру, предлагая пуджу и панкти бхогу божествам. Во время пути до пруда Нарендра время от времени сооружают большие деревянные навесы (чамундия) для того, чтобы дать божествам возможность отдохнуть. Кроме того, преданные также несут зонтики (чатри), созданные умелыми мастерами из города Пипили, который славится своими изящными искусство и ремеслом. В это время можно видеть тысячи людей, омывающихся в этом священном пруду, что считается особенно благоприятным в эту часть года.

## Внутренний чандан
После завершения внешней чандан-ятры, начинает проводиться внутренняя, и длится она 21 день. Внутри храма проводятся различные обряды, скрываемые их от взора публики.

## Пруд Нарендра
Пруд Нарендра построен Нарендра девом, сыном Капилендра дева. Возложив ответственность за царство на плечи Пурушоттамы, Нарендра посвятил все свои энергию, время и большое количество средств на строительство этого священного пруда. Он расположен примерно в 1,2 км к северо-востоку от храма Джаганнатхи. Пруд Нарендра покрывает площадь свыше 3.240 гектар (8 акров), то есть где-то 254 на 254 метра. В самой середине пруда находится островок, на котором стоит небольшой храм. От южного берега к нему проложен мост, по которому во время чандан-ятры проносят Маданамохана, представительное божество Джаганнатхи.